# ティエムシー
株式会社ティエムシー (TMC Co., Ltd.) は、東京都多摩市に本社を置いていた住宅リフォームメーカー。旧社名ペイントハウス。

## 概要
1988年、神奈川県相模原市に塗装工事事業を開始。1989年に株式会社ペイントハウスとして設立。1992年からリフォーム事業を手がけ、さいでりあの新興産業と並び、高度経済成長期に建てられ老朽化した住宅のリフォームを多く手がけた。1990年代後半からは、業績不振に陥った新興産業を抜いてリフォーム専業会社としては業界最大手となり、1999年には大分トリニータに資本参加してスポーツ事業に進出したほか、福祉事業や情報サービス事業に進出するなど、事業多角化にも意欲を見せた。
2000年代に入ると、ショールームの展開を模索し、大阪府大阪市と神奈川県平塚市に住まいのデパートを開業。2003年には総工費150億円をかけ、住まいのデパート多摩センター店（東京都多摩市）を開業させた。「リフォーム前とリフォーム後の実物の家に、見て触れて確かめられる」をコンセプトに、11棟の家を展示したガラス張りの巨大なビルであった 。さらに、経営不振に陥り民事再生法の適用を申請した殖産住宅相互から新築住宅事業を譲り受け、株式会社ホーメスト（旧社、後の株式会社ティティオー）を設立するなど、住宅事業全体への事業拡大を図った。2001年には株式を店頭公開。また、テレビでも自社キャラクターや有名芸能人の出演するCMが大量に放映され、リフォームをテーマとした高視聴率番組のスポンサーにもなることで、企業としての知名度も上がった。この頃は、住まいのデパートを全国20店舗に展開し、リフォーム業界を16兆円規模に成長させ、そのうち5%の市場シェアをペイントハウスが確保することで、年商8000億円を目指していたとされている。
しかし、2000年代後半に入ると経営が急速に悪化。2006年8月期で83億円の赤字を出したため、神奈川県相模原市の2つの施設と3店舗を閉鎖・売却。新築住宅事業を都内の不動産関連会社が設立した新会社である株式会社ホーメスト（新社）へ譲渡。他の事業所のほとんどを株式会社ペンタくんなどへ売却した。この結果同社は多摩センター店（東京都多摩市）1店舗（ただし、これも以前の住まいのデパートとは異なり、単なる営業所に過ぎない）を運営するのみとなる。2008年1月1日に株式会社ティエムシーに社名変更したが、2009年に業務を停止、2010年に破産が宣告された。
なお、現在も営業を続けている株式会社ペンタくんは株式会社ペイントハウスおよび株式会社ティエムシーとは一切関係ない（株式会社ペンタくんは、法人格としては滋賀丸石自転車工業→丸石サイクルが社名変更したものである）。また大分トリニータの経営については、破綻後の2010年に大分県や大分市の外郭団体である大分商工会議所に譲渡された。

## ペイントハウス事件
ペイントハウスは住宅リフォームブームの一段落に伴い、事業拡大に伴う多額の借入金が経営を圧迫した。そこに投資コンサルタント会社による不公正なファイナンス手法が追い打ちをかけ、上場廃止に追い込まれ業務停止に至った。
阪中彰夫の逮捕
証券取引等監視委員会はペイントハウスが2005年に行った増資が第三者から資金を集める通常の増資と異なり会社と資金が環流するだけで資本が増強されない架空だったとして、約3億4000万円を支払って増資を引き受けた投資コンサルタント会社「ソブリンアセットマネジメントジャパン」の阪中彰夫社長を東京地検特捜部へ刑事告発した。阪中彰夫はロータス投資事業組合の支配者でもある。そして、阪中彰夫は2009(平成21)年6月24日に東京地検特捜部に逮捕された。
阪中彰夫の反論
阪中彰夫は冤罪を主張している。上記、2009年1月14日、毎日新聞の記事についても逮捕の半年前にだされた不自然を指摘し当局の関与を示唆した。また、阪中彰夫は資金の還流について、増資後にシステムを買ったもので偽計取引、架空増資ではないと主張している。東京アウトローズ は阪中彰夫の主張を認めた。そして、阪中彰夫の独占手記をサイトに掲載した。阪中は同手記で本件は監視委員会にとって強化された権限を使った最初の強制捜査であったため面子を守るために阪中を告発し立件したとしている。監視委員会による推定数十人を対象にした数百回にのぼる執拗かつ強引な事情聴取にもかかわらず未だ確たる犯罪性が何も立証されていない。検察庁が受理するに足る犯罪性が立証されていないといっている。そして、監視委員会の主張する「架空増資」は以下の通りであると阪中は主張する。
『ロータス投資事業組合がペイントハウスの新株予約権278,000株を引き受け行使しペイントハウスに約3億4000万円の資金が実際に払い込まれた。ペイントハウスはこの資金のほぼ全額を使って、発注していたシステム開発の代金3億1500万円を支払った。開発代金を受け取ったシステム開発会社は、それで債務を返済した。その債務とは、その約2か月前に、ある銀行への債務が海外ファンドに債権譲渡されていたものである。その海外ファンドの資金運用と管理を委託されていたソブリンアセットマネジメントジャパンがその資金を預かった。また監視委員会は、サンライズ・テクノロジー（以下、「サンライズ」と略す）が開発してペイントハウスに納入した本件システムが、全くの「ガラクタ」であるということをでっち上げるためにサンライズの社長でありシステム開発の責任者でもあった梶本を連日過酷に取り調べた。事情聴取を30回以上も受けた、関係者であるサンライズ の梶本社長は、余りにも過酷な取調べでとうとう精神に変調をきたし、さらにストレスから大腸癌になってしまった。』
ペイントハウス公募社債117億円の債務免除
ペイントハウス事件の核心は2005年8月3日の第1回社債権者集会において可決され、同月22日に認可されたペイントハウス第1回無担保転換社債の額面の90 %にあたる117億円の債務免除である(p10)。この債務免除により、さまざまな事件がおきた。また、粉飾決算、ロータス投資事業組合短期譲渡利益返還請求の問題もペイントハウス公募社債債務免除からおきた。ペイントハウス公募社債117億円は2005年8月に社債権者集会で債務免除された。しかし減資はされなかった。また、社債管理会社の地位にあったUFJ銀行は約71億円をペイントハウスに融資していたためUFJ銀行は社債権者と利益相反関係にあった。UFJ銀行が社債管理会社の業務を行う社債権者集会で117億円の債務免除を決定することは本来商法違反である。また商法上、株主は社債権者に劣後するため社債債務免除は株主が減資した後に通常は行われる。ところがペイントハウスの場合、特別な債権者決議により資本金の減資が1円もされぬまま公募社債が債務免除にされた。筆頭株主であるロータス投資事業組合はペイントハウスに金を貸していたが、貸付金を免除することなくDESにより株と交換した。ロータス投資事業組合はDESと新株予約権の行使によりペイントハウス株を大量に取得したが、公募社債にかかる117億円の債務免除後の株価上昇で利益を得た。主要銀行であり社債管理会社であったUFJ銀行もペイントハウスへの貸付金約71億円を債務免除しなかった。このため公募社債117億円の債務免除により約71億円の貸付金の回収が容易になった。私的整理の一つである事業再生ADR制度は基本的には株主や社債権者を保護する代わりに銀行が負担をかぶる仕組みだが、ペイントハウスの場合、公募社債権者が117億円を負担しメインバンクが約71億円の貸付金を回収している。CSFBクレジット・ポートフォリオ・ストラテジー 公募社債の私的整理事例とそのポイント「ペイントハウスCBデフォルト事例の示唆」及びペイントハウスIRによれば、ペイントハウスの業績悪化の原因となった殖産住宅買収がUFJ銀行の紹介であったことと債務免除になった社債の社債管理会社がUFJ銀行であったことを理由として債務免除を求めた。しかしUFJ銀行はこれを拒否しペイントハウスと裁判になったが勝訴し貸付金約71億円を債務免除しなかった。
短期売買譲渡益返還請求の問題
ロータス投資事業組合は取得した株の短期譲渡により巨額の利益を得たが、証券取引法では主要株主が当該企業株の短期売買で得た利益について企業が返還請求できると定めている。2005年9月8日に、JASDAQはペイントハウスにロータス投資事業組合が獲得したペイントハウス株短期譲渡益の返還請求を指示した。しかし、ペイントハウスはこの指示に従わなかった。ペイントハウスはロータスが獲得したペイントハウス株短期譲渡益の返還請求を行わない方針を明らかにした。
UFJ銀行による「期限の利益の喪失」の催告
ペイントハウスは2005年1月14日に社債管理会社であるUFJ銀行よりペイントハウス社発行公募転換社債に「期限の利益の喪失」が生じた旨を通知された。同社債はJASDAQ証券取引場で取引されていたが、この「期限の利益の喪失」により、突然、予告もなく、即日上場廃止され、売買できなくなった。JASDAQは規定によりペイントハウス株を監理ポストに割り当てるも株式そのものは市場で売買できた。この通知によりペイントハウス社の公墓転換社債は、期限の利益喪失の通知により株に転換できなくなったため、株に転換して売買することもできなくなった。UFJは、社債権者に事前に、何も通知せず、突然、本件社債130億円に期限の利益の喪失をさせている。上場株式の場合、廃止まで1か月程度の予告期間があるが、同社債の上場廃止は即日である。また、このような事態についてペイントハス、社債管理会社UFJ銀行、販売管理会社三菱UFJ証券からの事前説明は社債権者に何もなかった。当時、UFJ銀行は不良債権を処理することを金融庁から強制されていた。竹中平蔵の金融再生プログラムは、主要行の不良債権を問題にしている。2004(平成16)年度には主要行の不良債権比率を2002(平成14)年10月30日当時の半分程度に低下させることを目標にしている。UFJ銀行は不良債権を処理しなければ、銀行として存続できなかった可能性がある。「ペイントハウスCBデフォルト事例の示唆」の著者、上田祐介は同論説でペイントハウス社債についての「期限の利益の喪失の催告」が社債権者のためではなく社債管理会社UFJ銀行の利益に利用されたという見方をしている。なおペイントハウス社株式の上場廃止がアナウンスされたのは転換社債のデフォルトに遅れること1年半以上経過した2006年6月8日のことであり、上場廃止日は2006年7月9日付けである。
横浜地方裁判所相模原支部の裁決
ペイントハウスがUFJ銀行より「期限の利益の喪失」が生じた旨を通知された後、ペイントハウスは「社債権者は債権放棄するが、株主は減資せず、その他の債権者も損失を被らない」という過去に前例のない決議をするために社債権者集会開催を横浜地方裁判所相模原支部に申請した。本件社債債務免除に反対する少数社債権者は債務免除を強制されたが、社債管理会社UFJはペイントハウスの債務免除の要請を断った。このためUFJ銀行は自己の約71億円の債権回収が容易になった。事件当時の改正前商法309条4は社債権者と利益相反関係にある場合には特別代理人が選任されなければならないとしている。上田祐介は「ペイントハウスCBデフォルト事例の示唆」においてUFJ銀行と社債権者が利益相反関係にあることを強く示唆しているが、UFJ銀行も状況を理解していた。このため、UFJ銀行は横浜地方裁判所相模原支部に社債権者集会決議に対する意見書を提出した。UFJ銀行は同意見書において、次のような意見を述べている。
1. 許可の要否 本件社債権者招集に関する許可は不要である。
2. 議案の特定 旧商法第319条により「事項」（免除を求める額、免除の効果が生じる時期、支払猶予を求める期間及び支払い方法）が具体的にされていないため不適法である。
3. 社債管理会社の利益相反 本件社債権者集会の招集までに具体的な議案が確定したり、決議後に各社債権者の具体的な権利内容が確定したりすることが考えられる。社債管理会社UFJは、申請人ペイントハウスに対して債権を有することから、具体的な議案や各社債権者の権利内容を確定される過程には関与できない。社債管理会社UFJは社債管理会社と債権者の地位とで利益の相反する可能性が存在するので、旧商法309条4に基づき特別代理人が選任されるべきである。

しかし、上記、意見書の内容および改正前商法にある特別代理人についての説明が、社債権者集会の時にも、その前後にもUFJ銀行から社債権者に何もされていない。この意見書の存在が三菱東京UFJ銀行から明らかにされたのは社債債務免除の1年以上経過した後の東京地方裁判所民事第8部法廷公開、平成18年ワ第18942号事件の法廷においてである。
また、平成18年ワ第18942号事件法廷において、原告社債権者は「本件社債債務免除が確定した後、第1回社債権者集会で提示された貸借対照表の純資産が著しく過少（約14億3千3百万円）に報告されていたことが明らかになった。少数社債権者は債務免除が確定しているため法的対抗手段がとれなかった。UFJ銀行は改正前商法第309条ノ3により社債管理会社の調査権を行使できた。改正前商法第340条により本件社債債務免除の取り消しを請求できた。しかし、UFJは何もしていない。」ことを主張し争ったが、東京地方裁判所は「証拠（甲2、甲8）及び弁論の全趣旨によれば、平成17年7月作成の事業再建計画における資料では、同年8月期の決算予測の連結資本合計が12億7100万円であったが、その後27億400万円と著しく増加したこと、ペイントハウスは、本件社債の債務免除の効果が確定する前に本件社債の90 %の債務を消滅したものとして扱っていたことが認められ、ペイントハウスの決算自体は透明性を欠くと言わざるを得ないが被告がこれを認容していたことを認めるに足りる証拠は全くない。」として原告の主張を退けている(pp10–11)。しかし原告社債権者は「ペイントハウスのメインバンクであるUFJ銀行は当然、ペイントハウスから平成17年8月期決算書として提出を受けている。また、UFJ銀行は社債管理会社として社債権者集会に立ち会っているため平成17年7月作成の事業再建計画における資料は手に入れている。このため、UFJ銀行は、上記、透明性を欠く「平成17年7月作成の事業再建計画における資料では、同年8月期の決算予測の連結資本合計が12億7100万円であったが、その後27億400万円と著しく増加した事実」を認容していたことになる。UFJ銀行は社債管理会社の善管注意義務に違反している。」と主張し東京高等裁判所に抗告した。しかし、抗告も却下された。さらに原告社債権者は最高裁に上告したが上告理由にはならないとされ却下された。このためペイントハウス事件の諸問題は最高裁で判断されてはいない。
刑事事件化のその後
証券取引等監視委員会の刑事告発を受け他刑事裁判で東京地裁は、2010年2月18日、ソブリンアセットマネジメントジャパン社長の阪中彰夫に対し、懲役2年6月（執行猶予4年）、追徴金3億0147万7028円の判決を下した。阪中は控訴するも控訴審では原判決を支持、そして2011年3月23日、最高裁は上告を棄却し東京地裁判決が確定に至っている(p399)。
ペイントハウスの終焉
ペイントハウスは2009年11月20日までに全従業員を解雇し事業停止した。負債総額は2009年2月時点で9億5300万円である。

## 沿革
- 1988年 - 創業。
- 1989年 - 株式会社ペイントハウス設立。
- 1992年 - 住宅管理サービス事業（リフォーム業）を発足
- 1993年 - 本社を神奈川県相模原市中央へ移転
- 1999年 - 株式会社大分フットボールクラブに資本参加
- 2001年 - 株式を店頭公開（現在のジャスダック）
- 2002年 - 殖産住宅相互株式会社から新築住宅事業を譲り受け、株式会社ホーメストを設立
- 2003年 - 住まいのデパート多摩センター店 開業
- 2005年 - 住まいのデパートATC店、平塚店を閉店
- 2006年 - ジャスダック上場廃止。本社および住まいのデパート多摩センター店売却
- 2008年 - 株式会社ティエムシーに社名変更
- 2009年 - 11月12日付けで業務停止の報告が出され、同20日に業務を停止したと発表した。負債総額は約9億5300万円[22]。
- 2010年 - 4月16日付けで破産申請を行い、同月28日に破産開始決定を受けた。負債総額は10億5400万円[1][23]。

## 提供番組
- JNNニュース1130
- 日本テレビ火曜8時枠時代劇
- 筑紫哲也NEWS23
- 福岡国際女子柔道